# Brachytaosa venturii
Brachytaosa venturii är en insektsart som beskrevs av Frederick Arthur Godfrey Muir 1931. Brachytaosa venturii ingår i släktet Brachytaosa och familjen Dictyopharidae. Inga underarter finns listade i Catalogue of Life.